# Thenus
A Thenus a felsőbbrendű rákok (Malacostraca) osztályának tízlábú rákok (Decapoda) rendjébe, az Achelata alrendágába, a Scyllaridae családjába, azon belül a Theninae alcsaládjába tartozó nem.
A Thenus a Theninae alcsaládba tartozó egyetlen nem. Öt fajt is tartalmaz:
- Thenus australiensis ;Burton & Davie, 2007
- Thenus indicus ;Leach, 1816
- Thenus orientalis ;(Lund, 1793)
- Thenus parindicus ;Burton & Davie, 2007
- Thenus unimaculatus ;Burton & Davie, 2007

Általában sekélyvízi, aljzaton élő élőlények, 80–100 méter alá nem merészkednek. Az Indiai-óceántól Ausztráliáig (beleértve egész Óceániát) minden vízben megtalálhatók.
Jellemző fizikai tulajdonságaik, amivel meg lehet őket különböztetni a többi Scyllaridae fajtól: erősen depresszált fejtor, a szemek a fejtor legszélén való elhelyezkedése, a többire jellemző postcervikális bemetszés hiánya, valamint a fejtor alsóbb szélének simasága.